# Apostolska nunciatura v Kostariki
Apostolska nunciatura v Kostariki je diplomatsko prestavništvo (veleposlaništvo) Svetega sedeža v Kostariki, ki ima sedež v San Joséju; ustanovljena je bila 30. septembra 1933.
Trenutni apostolski nuncij je Antonio Arcari.

## Zgodovina
Nunciatura je bila ustanovljena iz dotedanje apostolske nunciature v Srednji Ameriki.

## Seznam apostolskih nuncijev
- Carlo Chiarlo (30. september 1933 - 3. december 1941)
- Luigi Centoz (3. december 1941 - 1952)
- Paul Bernier (7. avgust 1952 - 1955)
- Giuseppe Maria Sensi (21. maj 1955 - 12. januar 1957)
- Gennaro Verolino (25. februar 1957 - 1963)
- Paolino Limongi (15. avgust 1963 - 9. julij 1969)
- Angelo Pedroni (19. julij 1969 - 15. marec 1975)
- Lajos Kada (20. junij 1975 - 8. april 1984)
- Pier Giacomo De Nicolò (14. avgust 1984 - 11. februar 1993)
- Giacinto Berloco (17. julij 1993 - 5. maj 1998)
- Antonio Sozzo (23. maj 1998 - 17. julij 2003)
- Osvaldo Padilla (31. julij 2003 - 12. april 2008)
- Pierre Nguyên Van Tot (13. maj 2008 - 22. marec 2014)
- Antonio Arcari (5. julij 2014 - sedanjost)